# IC 5241
IC 5241 ist eine Spiralgalaxie vom Hubble-Typ Scd im Sternbild Wassermann am Nordsternhimmel. Sie ist schätzungsweise 372 Millionen Lichtjahre von der Milchstraße entfernt.
Das Objekt wurde am 16. Oktober 1903 von Stéphane Javelle entdeckt.